# Сельдяков, Владимир Владимирович
Владимир Владимирович Сельдяков (род. 3 мая 1978, Балашиха, Московская область) — футбольный судья всероссийской категории.

## Биография
После школы поступил в балашихинский Военно-технический университет, затем стал работать в вузе, дослужившись до звания полковника. Играл в футбол за местный «Машиностроитель» в первенстве Московской области.
Начал работать главным судьёй на профессиональном уровне в 2004 году. В первом дивизионе дебютировал в 2008 году, отсудив 13 матчей, в течение следующих двух лет обслуживал матчи второго дивизиона, в 2011 году вернулся на уровень ФНЛ. Первый матч в премьер-лиге провёл 1 сентября 2013 года («Крылья Советов» — «Кубань» 0:0), затем отработал ещё один матч в сезоне 2013/14 и один — в сезоне 2015/16. В сезоне 2016/17 в качестве главного судьи обслужил 17 матчей премьер-лиги, в сезоне 2017/18 — 11. В последующих сезонах в РПЛ — резервный судья.
В 2008—2009 годах играл в первенстве Московской области за команду Балашихи. По состоянию на 2010 год — тренер команды ВТУ Балашихи, с 2015 года — официальный представитель балашихинских команд в областных и городских соревнованиях.
В 2018 году — главный тренер команды СШОР «Балашиха», выигравшей первенство Московской области в группе «В». Преподаватель в Военной академии ракетных войск стратегического назначения им. Петра Великого.
В 2021—2022 годах — президент ФК «Балашиха».